# 回车巷
回车巷或称蔺相如回车巷，位于河北省邯郸市城内中街内南段，是一条长约75米，宽1.8米的小巷，相传这里是赵国名相蔺相如退避大将军廉颇的地方。现在在在巷口有一碑亭，上撰“蔺相如回车巷碑记”，下面镶嵌一块字迹模糊的“回车巷碑”碑石，碑旁修复了“回车巷”，已成为当地的重要景点。

## 由来
根据《史记·廉颇蔺相如列传》记载，蔺相如奉赵惠文王之命，带着和氏璧去见秦昭襄王。而他不辱使命，“完璧归赵”，立了大功，马上被升为上卿，地位高过当时战功赫赫的大将军廉颇。廉颇对此不甘心，并扬言道以后看到蔺相如让他难堪。有一次蔺相如出门，恰巧和廉颇狭路相遇，蔺相如看到廉颇过来，主动退到小巷内，让请廉颇先过，然后自己才从小巷内出来。这条小巷，就是后来的回车巷。

## 保护

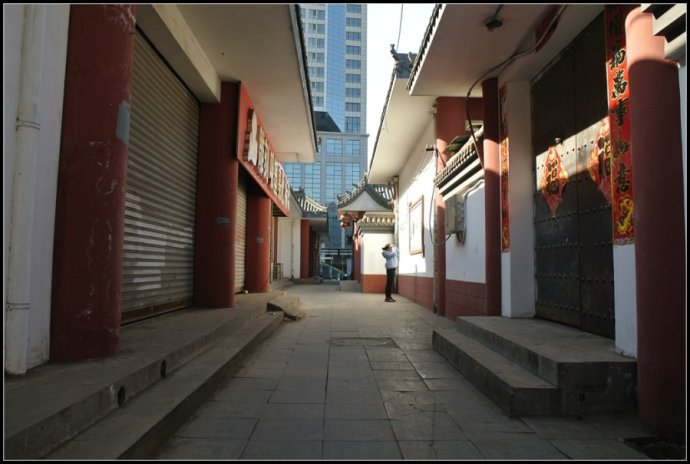
回车巷遗址，现多为居民区

明万历十二年（1584年），当时的邯郸知县萧察在此回车巷东口墙上镶刻石碑，刻有“蔺相如回车巷”六个字。民国二十八年（1939年），杨肇基撰写的《邯郸县志》中记载了回车巷在南门里。1957年，修民房时将石刻取下镶在水泥座内。“文革”期间，碑及坊均被冠之以四旧而砸毁。1981年，邯郸市政府拨款在原处又立一碑，还修建了石柱碑亭。碑高1.63米，碑文由原邯郸市委宣传部副部长、文化局长、著名书法家汤振宇撰文，李守诚书。碑上横额“蔺相如回车巷”六字，为河北省原省长李尔重书。碑亭高4.4米，宽2.3米。
|                                              | 七雄争霸，秦为最强，素怀一统天下之志，因恃其强，屡犯赵境，赖廉颇力拒，终莫能入。时有蔺相如者，尝完璧归赵，渑池赴会，两屈秦王，屡建功勋，位在廉颇之右。廉颇自恃有攻城野战之功，耻居相如之下，怒甚，扬言欲羞辱之。一日，相如外出，行经狭巷，遥望廉车驰来，不忍将相水火殃及国家，遂避匿于旁巷之中。是以国计为重私怨为轻之义举也。世人不悟，皆以相如为懦夫；而廉颇亦不谅其情，日益骄横。迨河东人虞卿游赵，往见廉颇，责之以理，晓之以情。廉颇大惭，遂肉袒负荆，亲造相府，长跪庭中。相如趋前答拜。自此将相和好，赵国日兴。相传此地为蔺相如旧日回车之故址，明代万历十二年曾建碑于此，后破损无存。今重立此碑记。 |
| ————《回车巷碑记》，一九八一年六月二十四日立 | |

1995年10月，回车巷被邯郸市人民政府公布为第一批市级文物保护单位。